# Galapian
Galapian település Franciaországban, Lot-et-Garonne megyében. Lakosainak száma 334 fő (2022. január 1.). Galapian Bourran, Aiguillon, Bazens, Lagarrigue, Port-Sainte-Marie és Saint-Salvy községekkel határos.

## Népesség
A település népességének változása:
| Lakosok száma | 313  | 254  | 230  | 302  | 346  | 329  | 316  | 308  | 317  | 334  |
|               | 1968 | 1982 | 1990 | 2006 | 2013 | 2015 | 2017 | 2019 | 2020 | 2022 |